# Гьобекли тепе
Гьобекли тепе (на турски: Göbekli Tepe, Göbeklitepe – Шкембав хълм, Коремест хълм) е археологически комплекс, датиращ от докерамичен неолит A, а вероятно дори още от епипалеолитната епоха, разположен на 15 km североизточно от град Шанлъурфа и на 2,5 km от село Йоренчик. Тепето е по същността си тел, висок 15 m, около 300 m в диаметър, разположен на приблизително 760 m надморска височина.
Това е най-древният мегалитен археологически обект в света. Възрастта му е поне 12 000 години. Датиран е към IX хил. пр.н.е. Градежът има кръгла форма (концентрични окръжности, броят на които достига до 20) с релефи на Т-образни стели, представляващи различни животни. Комплексът е бил засипан с дребен чакъл и други фрагменти в VIII хил. пр.н.е. Археологическите находки от Гьобекли тепе и Невалъ чори променят революционно представите за ранния неолит в Близкия изток.
Гьобекли тепе е известен на археолозите още от началото на 1960-те години, но никой не е предполагал истинската му значимост. Предполагало се е, че обектът под хълма е византийско гробище. Едва след като през 1994 г. местен овчар разкопава една от колоните и открива релеф на странно животно, започват разкопки, организирани от Германския археологически институт в сътрудничество с музея в Шанлъурфа. Веднага след първите разкопки става ясно, че става въпрос за обект, датиращ от каменния век. Разкопани са едва 5% от целия комплекс. През 2018 г. Гьобекли тепе е включен в Списъка на ЮНЕСКО за световното културно наследство.
Изследователят му – немският археолог Клаус Шмид предполага, че Гьобекли тепе представлява древно култово съоръжение. Изграждането му започва още през мезолита, а използването му продължава поне няколко хилядолетия. След края на VIII хил. пр.н.е. съоръжението е било засипано и изоставено.

## Откритие
Гьобекли тепе като археологически обект е регистриран за пръв път при проучване, проведено от Истанбулския университет и Чикагския университет през 1963 година. Американският археолог Питър Бенедикт определя хълма като вероятно неолитно селище. В изследването си той отбелязва, че над неолитния слой се откриват византийски и ислямски гробища. Това е причината, поради която археолозите не пристъпват към разкопки още през 1960-те години. По време на изследването на Бенедикт са открити многобройни кремъчни сечива, огромни варовикови блокове, както и горните части на Т-образните стели, които са сериозни маркери за продължително изследване. Гьобекли тепе е част от земеделските земи на региона, ето защо поколения местни жители често са премествали скални блокове, за да ги ползват за строителен материал, като в този процес са унищожени много археологически находки.
През 1994 г. немският археолог Клаус Шмид от Германския археологически институт, който преди това изследва неолитното селище Невалъ чори (Nevali Çori), прави преглед на археологическите данни за неолитни археологически обекти и установява, че изследователи от Чикагския университет са изготвили кратко описание на Гьобекли тепе, което впечатлява Шмид и той решава да изследва хълма.
През следващата 1995 г. той започва разкопки на мястото, в сътрудничество с музея „Шанлъурфа“. Така огромните Т-образни стели са открити, като по някои от тях личат опити за разрушаване, вероятно причинени от представители на местните земеделски общности, които са ги смятали за обикновени едри скални късове. Шмит разкопава също и намиращия се наблизо археологически обект от неолитната епоха Гюрджютепе (Gürcütepe) през 2000 г.

## Датиране и хронологически контекст
Внушителната стратиграфия на Гьобекли тепе свидетелства за многовековната човешка дейност на обекта, като началото на градежа е положено още от епипалеолита и неолита (докерамичен неолит A) от X хил. пр.н.е. Най-ранните фази предшестват находките от Невалъ чори, а в по-късните се установява несъмнено сходство.
| Лабораторен № | Археологически Контекст | Дата (пр.н.е.) |
| ------------- | ----------------------- | -------------- |
| Ua-19561      | Структура C             | 7560 – 7370    |
| Ua-19562      | Структура B             | 8280 – 7970    |
| Hd-20025      | Пласт III               | 9110 – 8620    |
| Hd-20036      | Пласт III               | 9130 – 8800    |

Всички гледища за обекта трябва да се смятат за неокончателни, тъй като по-малко от 5% от обекта е проучен, а Шмид планира да се остави голяма част от него непроучена, за да бъде изследвана от бъдещите поколения, когато археологическите методи на проучване вероятно значително ще се усъвършенстват. Въпреки че обектът официално е датиран към най-ранния неолит (докерамичен неолит A), все още не са открити следи от култивирани растения или опитомени животни от епохата. Предполага се, че културата, която е изградила Гьобекли тепе, е била на ловци и събирачи, които въпреки това са водели уседнал живот поне в част от годината. Намерени са много малко доказателства за ползването на жилища в тази ранна епоха. Радиовъглеродното датиране свидетелства, че краят на периода в най-стария Пласт III може да бъде фиксиран на около 9000 г. пр.н.е., но се смята, че обектът може да е функционирал като духовен център и по-рано – през 10 000 г. пр.н.е. или дори още по-рано – т.е. в самия край на плейстоцена.
В такъв случай Гьобекли тепе не само предхожда грънчарството, металургията и изобретяването на писмеността и колелото, но и т.нар. Неолитна революция, която бележи възникването на земеделието и животновъдството – около 9000 г. пр.н.е. Изграждането му предполага социална организация, която дотогава не е позната при човешките култури от палеолита, докерамичен неолит A или докерамичен неолит B. Проучванията свидетелстват, че за преместване на тежките стели от местните кариери на 100 – 500 m до мястото, на което е осъществен градежът, са били необходими поне 500 души. Някои от стелите тежат 10 – 20 тона, като в кариерата все още има стела с тегло 50 тона.
Около началото на VIII хил. пр.н.е. Гьобекли тепе губи значимостта си. Възникването на земеделието и животновъдството променя начина на живот в района, а „зоологическата градина на Каменната ера“ (фразата на Шмид, отнасяща се за Пласт III, Структура D), очевидно загубва значение. Комплексът обаче не е просто изоставен и забравен, за да бъде постепенно унищожен от природните стихии. Вместо това всяка кръгла структура е преднамерено засипана с 300 до 500 m3 отломки – главно малки варовикови фрагменти, части от каменни съдове и инструменти. В запълването са идентифицирани много животински и човешки кости. Защо структурите са били засипани не е известно, но това ги консервира за бъдещите поколения.

## Описание
Гьобекли тепе е разположен върху плоско безплодно плато, свързано от север чрез тесен път със съседната планинска верига. Във всички други посоки планинският хребет е със стръмни скалисти склонове. На върха на билото археолозите откриват много доказателства за човешко присъствие от различни исторически епохи. Разкопки са проведени на южния склон на хребета, а също и на запад от черничевите дръвчета, където са открити следи от ислямско поклонение,, но археологически находки са намерени из цялото плато.
Платото е трансформирано през вековете от естествената ерозия на терена и каменоделска дейност. Каменните кариери са експлоатирани не само през неолита, но и през Античността. В южната част на платото са издълбани четири 10-метрови канали, интерпретирани като останки от древна каменоломна, от която са взети правоъгълни блокове за градежа на Гьобекли тепе. От тази кариера са добити вероятно каменните блокове, вградени в квадратна сграда на комплекса, от която сега са запазени само основите. Предполага се, че това са останки от римска кула, принадлежала към Limes Arabicus (граница на римската провинция Арабия с пустинята). Това обаче още не е потвърдено със сигурност.
Предполага се, че повечето сгради из платото са градени с местен материал от неолитните каменни кариери. От тях са добити огромните монолитни архитектурни елементи. Профилите им са издълбани в скалата, обособени като блокове, след което са отделени от скалата и монтирани на мястото на градежите. В няколко кариери са открити и заоблени каменни елементи, чието предназначение не е ясно. Безусловно може да се твърди, че Т-образните монолитни стълбове – стели са издигнати през неолита и оттогава не са били местени. Най-големият от тях се намира на северната страна на платото. Той е с дължина 7 m, a Т-образната му главина е широка 3 m. Теглото му е около 50 тона. Други два недовършени стълба лежат в южния край на платото.
На западния край на хълма е открита каменна фигура, наподобяваща лъв. В тази част кремъчните и варовикови фрагменти се срещат по-често и поради това се предполагало, че под хълма може да се крие някакъв вид работилница за скулптури. Не е ясно от друга страна как да се датират три фалически менхири, открити на южния край на платото. Те са в близост до кариерите от Класическата епоха, което затруднява точното им датиране.
Встрани на хълма е локализирана платформа с две врязани гнезда, които биха могли да са за стели и извита плоска пейка. Тази платформа съответства на комплекса от Пласт III на обекта. В съгласие с модела, възприет за означаване на находките, тези обекти са наречени „Комплекс Е“. Поради сходството си с култовите сгради в Невалъ Чори, той също е наречен „Каменният храм“. Подът му е старателно изсечен в основата на скалата и загладен. Той напомня за терасовидните нива на по-ранните комплекси в Гьобекли тепе. Разположени непосредствено на северозапад от този участък се намират две сферични вдлъбнатини, за които се смята, че са част от „Комплекс Е“. При едната има малка платформа и стълбище с пет вкопани стъпки в скалата.
На западната страна на стръмната скала е открита малка пещера, в която е регистриран малък релеф, изобразяващ бозайник от семейство кухороги (Bovidae) – прародител на говедото. Това е единственият релеф, открит в тази пещера.
- Пласт III

На този ранен етап от историята на обекта са изградени първите кръгли помещения (теменоси). Размерите им варират от 10 до 30 m в диаметър. Най-забележителната им особеност е наличието на Т-образни варовикови стели, равномерно поставени в дебели вътрешни стени, изградени от необработен камък. Разкрити са четири такива кръгли конструкции. Геофизичните проучвания показват, че съществуват още 16 такива, включващи до осем стълба всяка, което общо се изчислява на близо 200 стълба. Стелите са докарвани до съвременните им места от малка кариера, намираща се на около 100 m от върха на хълма. За оформянето им са използвани кремъчни сечива, с които е прорязвана варовиковата основа на скалата.
В центъра на всеки теменос стоят една срещу друга две по-високи стели. Дали върху кръглите помещения са били изграждани покриви, не е сигурно. Интериорът им включва каменни пейки, предназначени за сядане. Много от стелите са украсени с абстрактни пиктограми и резбовани животински релефи. Пиктограмите вероятно представляват свещени символи, както е известно от пещерните рисунки, датиращи от епохата на неолита. Сред релефите се срещат бозайници – лъвове, бикове, глигани, лисици, газели и магарета; змии и други влечуги; членестоноги, като насекоми и паякообразни; и птици – особено лешояди. В епохата на изграждане на обекта заобикалящата околна среда вероятно е включвала растителност способна да поддържа такова разнообразие от диви животни – хилядолетия преди свръхзаселването и изтощаването на почвите да доведат до преобладаващите днес условия за върлуване на пясъчни бури в региона. Изображенията на лешоядите са характерни за иконографията на праисторически обекти като Чаталхьоюк и Йерихон.
В изкуството от Гьобекли тепе се наблюдават и хуманоидни фигури. При някои от Т-образните стели се наблюдават релефи на човешки ръце в долната им половина, което според Шмид свидетелства, че те са предназначени да маркират тела на стилизирани хора (или може би божества). По долните части на няколко стели се появяват стилизирани препаски, което кара Шмид да предполага, че хоризонталната каменна плоча оформяща Т-образният край на стелите символизира раменете, което води до следващото предположение на Шмид, че тези стилизирани фигури са останали без глава. Какво е било предназначението на Т-образните стели остава неясно – съществуват различни предположения – че изобразяват поклонници, почитани предци или че представляват свръхестествени, антропоморфни същества.
Някои от терасовидно оформените подови настилки в този най-стар културен пласт са изградени от теразо (негасена вар); други са основи, от които във висок релеф са издълбани пиедестали за придържане на големия чифт централни Т-образни стели. Според радиовъглеродните датировки тези ранни теменоси са изградени в диапазона от 9600 до 8800 г. пр.н.е. Тези данни също потвърждават, че (по неизвестни причини) структурите са били запълнени с дребни отломки през Каменната ера.
- Пласт II

Изграждането на кръглите теменоси в Пласт III по-късно отстъпва мястото на изграждането на малки правоъгълни помещения в Пласт II. Правоъгълните сгради усвояват по-ефективно пространството в сравнение с кръглите структури. Изграждането им се свързва с епохата на неолита, но Т-образните стели, основната характеристика на по-старите структури, също присъстват тук, което свидетелства, че сградите от Пласт II продължават да изпълняват същата функция както и в предишната епоха, вероятно като светилища. Пласт II е датиран към докерамичен неолит B (PPNB). В този пласт са разкрити и няколко съседни правоъгълни стаи без врати и прозорци с полирани подове от теразо. Радиовъглеродното датиране определя изграждането на сградите в тази епоха между 8800 и 8000 г. пр.н.е. Няколко T-образни стели с височина до 1,5 m са поставени в центъра на стаите. Една от сградите, датираща от този период, е с чифт стели с декорация изобразяваща лъвове, и е известна с наименованието „сграда с лъвските стели“.
През 2010 г. в Пласт II е открита каменна стела, наподобяваща много оформлението на северноамерикански индиански тотем. Тя е висока 1,92 m и върху нея са оформени три фигури, като най-горната изобразява хищник, вероятно мечка, а под нея е оформена фигура, подобна на човешка. Тъй като тотемът е повреден, интерпретацията му е трудна. Фрагменти от подобен тотем са намерени преди години на обекта Невали чори. В по-ранните културни пластове на Гьобекли тепе са открити някои подобни пластики, изобразяващи животни над човешки глави. Харалд Хаупман разглежда наличието на тотеми при Гьобекли тепе и Невали чори като доказателство за уникална ранно-неолитна пластика, където в една композиция са комбинирани различни скулптурни детайли изобразяващи много ранни човешки представи за живота и смъртта.
- Пласт I

Пласт I е локализиран в най-плитката повърхност част на хълма, но е използван в дълъг период от време. Състои се от насипни седименти, причинени от ерозия и практически непрекъснатото използване на хълма за селскостопански цели, след като той престава да действа като церемониален център.
Сградите преднамерено са засипани вероятно след 8000 г. пр.н.е. Засипният материал се състои от отломки кремъчен чакъл, каменни инструменти и кости на животни. В материалите, които са открити в пълнежа му, са разкрити кремъчни остриета, идентични с неолитни обекти, като Библос, Немрик, Хелуан и Тел Асуад – всичките се намират в рамките на географския ареал на Плодородния полумесец.
- Галерия
- Стела № 9 (пласт III) Релефно изображение на лисица от „Сградата със змиите“ – височина на горната част 1.50 m
- Стела № 2 (пласт III) Релефни изображения на диво говедо, лисица и щъркел от „Сградата със змиите“ – височина на горната част 3.15 m
- Стела №12 (пласт III) Релефно изображение на птици на фона на планински ландшафт (вероятно уловени в мрежи) от „Кръгла сграда C“ – изображението е на главата на стелата
- Тотемът от Пласт II, датиран към 8800 – 8000 г.пр. Хр. – експониран в музея в град Шанлъруфа
- Стели от Кръгла сграда D (пласт III)
- Релеф на пернати
- Релеф на лисица

## Интерпретация
Клаус Шмид разглежда археологическия обект при Гьобекли тепе като най-древното светилище, изследвано някога. Според Шмид сравнителните и стилистичните анализи на находките от обекта доказват, че се касае именно за древно религиозно съоръжение, което е било посещавано от поклонници идващи от територии, отдалечени на 160 km. Предположения, свързващи символите и ориентация на мегалитните находки с конфигурации от звездното небе, за сега остават по-скоро спекулативни.

## Значимост
Гьобекли тепе се разглежда като един от най-значимите археологически обекти в света, тъй като откритието му промени разбирането за решаващ етап от развитието на човешкото общество. Един от водещите специалисти по праистория проф. Йън Ходър от Станфордския университет обобщава обекта със следните думи: „Гьобекли тепе променя всичко“. Ако наистина обектът е бил изграден от ловци събирачи, както някои изследователи смятат, то това би означавало, че способността да се издигат монументални мегалитни комплекси е била в рамките на капацитета на тези човешки общества, то това отхвърля предишните предположения за социалната еволюция на човека. Някои изследователи смятат, че изграждането на Гьобекли тепе може да е допринесло за по-късното развитие на градската цивилизация или, както заяви изследователят му Клаус Шмид, „първо идва храмът, а след него градът.“
В допълнение към големите му размери, едновременното съществуване на множество светилища и наличието на мегалитните Т-образни стели прави обекта уникален. Няма съпоставими монументални комплекси от същата епоха. След откриването на Гьобекли тепе обаче георадарните проучвания в малко по-широк географски ареал показват, че под някои съседни хълмове съществуват Т-образни стели (това са – Хамзан тепе, Карахан тепе, Харбечан Тепеси, Сефер тепе и Ташли тепе), които не са археологически проучени. Повечето от тези съоръжения изглеждат по-малки от Гьобекли тепе и равномерното им разположение между синхронните му селища показва, че те са били локални социо-ритуални места за събиране, докато Гьобекли тепе може би е функционирал като регионален център. Никой от по-малките обекти не е толкова древен, колкото най-дълбокият Пласт III при Гьобекли тепе, повечето са синхронни с по-късния Пласт II (повечето сгради са правоъгълни, но структурите при Харбечан тепе са кръгли). Предполага се, че този тип архитектура и свързаните с нея дейности са възникнали на Гьобекли Тепе и след това се разпространяват и на другите обекти. В същия географски обхват се намира обектът Невалъ чори, който е с 500 години по-късен от Пласт II и представлява неолитно селище. Той е проучен от Германския археологически институт и впоследствие потопен от язовир Ататюрк през 1992 г. Т-образните му стели са значително по-малки, а правоъгълната култова сграда е разположена вътре в селището. Грубата синхронна архитектура на неолитния обект в Йерихон е лишена от художествени достойнства или мащабна скулптура, а Чаталхьоюк (може би най-значимото неолитно селище в Анадола), възниква 2000 години по-късно от Пласт II на Гьобекли тепе.
На този етап от археологическото проучване на обекта, монументалният градеж на Гьобекли тепе поставя повече въпроси за археологията и човешката праистория, отколкото да отговаря. Все още е неизвестно как популация, достатъчно многолюдна, за да участва е изграждането на обекта, развива и поддържа такъв внушителен комплекс; не е ясно какво е мотивирало това праисторическо общество и също така е загадка как е организиран целия сложен процес по изграждането на комплекса в икономическите условията на едно твърде ранно човешко общество. Учените все още не са в състояние да интерпретират пиктограмите и не знаят какво значение имат релефите на животните за поклонниците посещавали това съоръжение; разнообразието от изобразена фауна – от лъвове и глигани до птици и насекоми, прави всяка една интерпретация проблематична.
Тъй като има малко или липсват доказателства за обитаване на обекта, а по мегалитните стели много от изобразените животни са хищници, е изказано предположението, че предназначението им може да е било да отблъснат зли сили чрез някаква форма на магическо изобразяване. Те биха могли да служат и като тотеми. Предположението, че обектът е бил строго култов по предназначение и не е обитаван, също е оспорвано от предположението, че градежите може да са служили като големи комунални обиталища – подобно индианските талпени къщи от северозападния бряг на Северна Америка и техните тотемни стълбове. Не е известно защо на всеки няколко десетилетия съществуващите стълбове са били засипвани, за да бъдат заменени с нови камъни като част от по-малък концентричен пръстен вътре в по-стария градеж. Причината комплексът да бъде внимателно засипван остава необяснима. На мястото може да са се извършвали погребения на хора. Въз основа на настоящите доказателства е трудно да се предположи нещо конкретно за произхода на културата изградила обекта или за значението и предназначението на същия.
От изображенията в Гьобекли тепе личи, че традициите на обществото на ловците и събирачите са били още живи. Очевидно е, че ритуалното е било неразделна част от живота във всяка сграда. изображенията отразяват анималистичните религиозни представи на едно общество на ловци. Тези изображения могат да бъдат свързани със света на късно Палеолитнте общества, познат от рисунките в пещерите от франко-кантабрийския културен кръг в Западна Европа. Проф. Харалд Хаупман предполага, че изображенията от Гьобекли Тепе имат шаманистична основа, тъй като дивото прасе, бикът, лисицата, лъвът, газелата, птиците и змиите са животни-символи, чийто особени способности са интересували неолитните шамани, за да могат да ги владеят или да им се противопоставят. Хаупман се противопоставя на еднозначното определение "храм/храмове„, той разглежда Гьобекли тепе като „елитарен център“ на селищната система на района.